# Max Goldberg (Musiker)
Max Goldberg (* als Max Gorginski 19. März 1905 in East London; † 11. Februar 1990 in Melbourne) war ein kanadischer Jazztrompeter. Außerdem spielte er Mellophon.
Die Eltern wanderten aus Russland ein und kamen um 1906 nach Toronto, wo Goldberg aufwuchs. Er spielte Mellophon und dann Trompete und tourte mit der Russian Juvenile Band in den USA und Kanada. Er spielte zuerst 1919 als professioneller Musiker in Toronto und kam mit dem Buffalo Orchestra von Bill Shenkman 1923 nach London, wo sie im Birmingham Palace spielten. Ende 1925 leitete er eine eigene Band im Moody’s Club in London, spielte 1926 in der Band von Kal Keech und in der Criterion Dance Band und im Kit-Kat-Club mit Al Payne. 1927 war er bei den Savoy Orpheans, mit denen er 1927/28 in Deutschland tourte. Danach war er als freischaffender Musiker tätig, nahm häufig auf und war immer wieder in Bands wie den Blue Lyres von Arthur Lally und 1931 bis 1935 und 1937 bei Bert Ambrose. Ab 1941 spielte er in britischen Armeebands bis 1944. Danach arbeitete er bei Ted Heath (1945), Sidney Lipton (wie schon vor dem Krieg) und Ambrose sowie als Freelancer. 1957 wanderte er nach Australien aus. Er spielte im Royal Theatre Orchestra in Brisbane und danach im Fernsehorchester von Channel 9 in Melbourne, wo er bis zu seiner Pensionierung in den 1970er-Jahren blieb. Er lehrte auch Musik bis zu einem Schlaganfall 1981.